# Geze (Unternehmen)

Hauptsitz der GEZE GmbH in Leonberg 2024

Geze ist ein deutsches Familienunternehmen, das Tür-, Fenster- und Sicherheitstechnik fertigt. Geze war lange Jahre für die Produktion von Skibindungen bekannt, trennte sich jedoch in den 1980er Jahren von dem Geschäftsbereich und ist heute auf integrierte und vernetzte Schließ- und Sicherheitssysteme von Gebäuden und Technologien für Smart Homes spezialisiert.
Das Unternehmen befindet sich seit der Gründung durchgehend in Familienbesitz, beschäftigte 2024 weltweit mehr als 3.500 Mitarbeiter und setzte mehr als 522 Mio. Euro um. Der Hauptsitz ist in Leonberg.

## Standorte
Geze betreibt eigene Produktionsstätten in Leonberg, in Tianjin (Volksrepublik China), in Zrenjanin (Serbien) und in der Türkei. Vertriebsniederlassungen befinden sich unter anderem in Österreich, Frankreich, der Schweiz, Großbritannien, Italien, Skandinavien, Benelux, Spanien, Polen, China, den Vereinigten Arabischen Emiraten, Ungarn, der Ukraine, Südafrika, Singapur, Russland und der Türkei.

## Geschichte
Geze nahm ihren Anfang 1863, als in Stuttgart Friedrich Carl Bauer die „Baubeschläge Fabrik“ und Georg Friedrich Vöster die „Dreherei Vöster & Co“ gründeten. 1898 begannen die Neffen von Bauer mit der Produktion von Skibindungen, um die Auslastung in der Winterzeit zu verbessern. 1901 wurde die Firma „Baubeschläge Fabrik“ in „Gretsch & Co.“ umbenannt. 1911 wurde mit der Produktion von Oberlichtöffnern, Türschließern und Feststellanlagen für Türen und Fenster begonnen. Die beiden Unternehmen „Dreherei Vöster & Co.“ und „Gretsch & Co.“ fusionierten 1924. 1928 wurde die Produktion von Beschlägen für die Verkehrstechnik aufgenommen. Bei den Olympischen Spielen von 1936 fuhren die Olympiasieger Christl Cranz und Franz Pfnür mit Geze-Kandaha-Skibindungen. 1938 wurde das 75-jährige Bestehen des Unternehmens gefeiert, das zu diesem Zeitpunkt 350 Mitarbeiter beschäftigte. Es entstand die erste Abteilung für Auszubildende.
1959 zog das Unternehmen nach Leonberg um, da die alten Werksanlagen in Stuttgart-Feuerbach nicht mehr ausreichten. Nach dem Tod seines Sohnes Walter Vöster, mit dem er das Unternehmen gemeinsam geführt hatte, übernahm Reinhold Vöster 1963 die Unternehmensleitung. Gretsch & Co beschäftigte zu diesem Zeitpunkt knapp 900 Mitarbeiter. Fünf Jahre später, 1968, verstarb dann auch Reinhold Vöster, der kurz zuvor seine Anteile an die Enkelin Brigitte Vöster überschrieben hatte. Sie übernahm ab diesem Zeitpunkt, mit 24 Jahren, die Geschäftsführung des Unternehmens.
1980 wurde das Unternehmen zur Geze GmbH umfirmiert, wobei der neue Name eine Anlehnung an die ersten beiden Buchstaben der bisherigen Firmierung Gretsch & Co ist. Gleichzeitig wurde die Fertigung auf Schließsysteme für Türen und Fenster mit automatischem Schiebe- und Drehtürantrieb konzentriert. 1996 stieg Geze in den asiatischen Markt ein und gründete ein Werk in Tianjin, China. 1997 wurde auch die Tochter Geze Service GmbH mit 60 Mitarbeitern gegründet, die für Montage und Wartungsarbeiten der Geze-Produkte verantwortlich ist.
1999 wurde ein neues technisches Zentrum auf dem Unternehmensgelände errichtet, in Boxberg-Schweigern entstand die Tochter Geze Sonderkonstruktionen, welche Speziallösungen für Schiebetür- sowie Karusselltüranlagen fertigte. Bis zum Jahr 2024 stieg die Zahl der Tochtergesellschaften auf 37. Zur Vergrößerung seiner Entwicklungskapazität investierte Geze in den Bau eines neuen Entwicklungszentrums. Am 20. Oktober 2017 fand die Einweihung unter dem Beisein der Ministerin für Wirtschaft, Arbeit und Wohnungsbau in Baden-Württemberg, des Leonberger Oberbürgermeisters und der Geze-Geschäftsführung statt.
Die Exportquote liegt bei ca. 60 %. Das Unternehmen hält weltweit 1226 Patente und Patentanmeldungen.
2020 zog sich Brigitte Vöster-Alber nach 52 Jahren im Alter von 76 Jahren von der Geschäftsführung des Unternehmens zurück; ihr Ehemann Hermann Alber hatte ihr über 31 Jahre als Geschäftsführer zur Seite gestanden. Sie übergaben die Unternehmensleitung an die nächste Generation, die bereits im Unternehmen tätig war.

## Produktfelder
Geze bietet folgende Produkte und Lösungen an:
- Die Türtechnik umfasst Obentürschließer, Bodentürschließer, integrierte Türschließer sowie Schiebebeschlagsysteme für manuelle Schiebeelemente.
- Im Bereich RWA und Fenstertechnik werden manuelle sowie elektrische Oberlichtöffnungssysteme, Rauch- und Wärmeabzugsanlagen (RWA) sowie Beschlagsysteme für Großflächenfenster gefertigt.
- Zu den automatischen Türsystemen gehören Schiebe- und Drehtürantriebe sowie Karussell-, Teleskop- und Sondertüranlagen.
- In der Sicherheitstechnik wird das Geze SecuLogic Rettungswegsystem angeboten. Auch Zutrittskontrollsysteme und der Bereich Schlosstechnik mit selbstverriegelnden Panikschlössern gehören zu diesem Produktbereich.
- Zu den Geze Glassystemen gehören das manuelle Schiebewandsystem MSW sowie das integrierte Ganzglassystem IGG.
- Business Solutions mit Sonderlösungen im Tür- und Fensterbereich für individuelle Kunden-Anforderungen
- Das Tochterunternehmen Geze Service bietet Service- und Wartungsverträge für Geze-Produkte, aber auch herstellerfremde Produkte aus dem Tür- und Fenstertechnikbereich.
- Gebäudeautomation mit der smarten Vernetzung von Fenster- und Türantrieben mit Hilfe einer Connectivity-Plattform

## Auszeichnungen
- German Brand Award in der Kategorie „Building & Elements“ (2018)[10]

- German Innovation Award (2018, 2019)[11][12]

- Aufnahme in die Hall of Fame der Familienunternehmen der Wirtschaftszeitung Handelsblatt (2022)[13][14]